# Тираспољул Ноу
Тираспољул Ноу (укр. Новотираспольський, рус. Новотираспольский) је град у Придњестровљу.